# Anchorage
Anchorage (pronunciado [ˈæŋkərɪdʒ]), oficialmente Municipality of Anchorage en inglés, es una ciudad-condado consolidada y localizada en la parte centro-sur del estado de Alaska, Estados Unidos. Es la ciudad que se encuentra más al norte del país cuya población supera las 100 000 personas, y la comunidad más grande en Norteamérica localizada por encima del paralelo 60. Con 291 826 residentes en el 2010 (y 380 821 residentes en su área metropolitana la cual combina Anchorage y el colindante Borough de Matanuska–Susitna) se convierte en la ciudad más poblada de Alaska y constituye el 40 % de la población total del estado; entre los 50 estados del país, solo Nueva York tiene un porcentaje más alto de residentes que viven en la ciudad más poblada del estado. Está asentada en la costa interior de la ensenada de Cook.
La ciudad ha sido nombrada como "All-America City" por la National Civic League en cuatro ocasiones (1956, 1965, 1985 y 2002). También ha sido nombrada por Kiplinger como la ciudad más tax friendly (amigable con los impuestos) de los Estados Unidos.

## Historia
La presencia rusa en la parte centro-sur del estado estaba consolidada en el siglo XIX. En 1867, el Secretario de Estado de los Estados Unidos, William H. Seward negoció un trato para comprar Alaska a la Rusia Imperial por $7.2 millones de dólares (aproximadamente 2 centavos cada acre). El mandato fue satirizado por políticos rivales como la "Seward's folly" (Locura de Seward), "Seward's Icebox" (Nevera de Seward) y "Walrussia" (juego de palabras compuesto de las palabras en inglés walrus que significa morsa y Russia que significa Rusia). En 1888, se descubrió oro a lo largo de Turnagain Arm y en 1912, Alaska se convirtió en un territorio de los Estados Unidos.

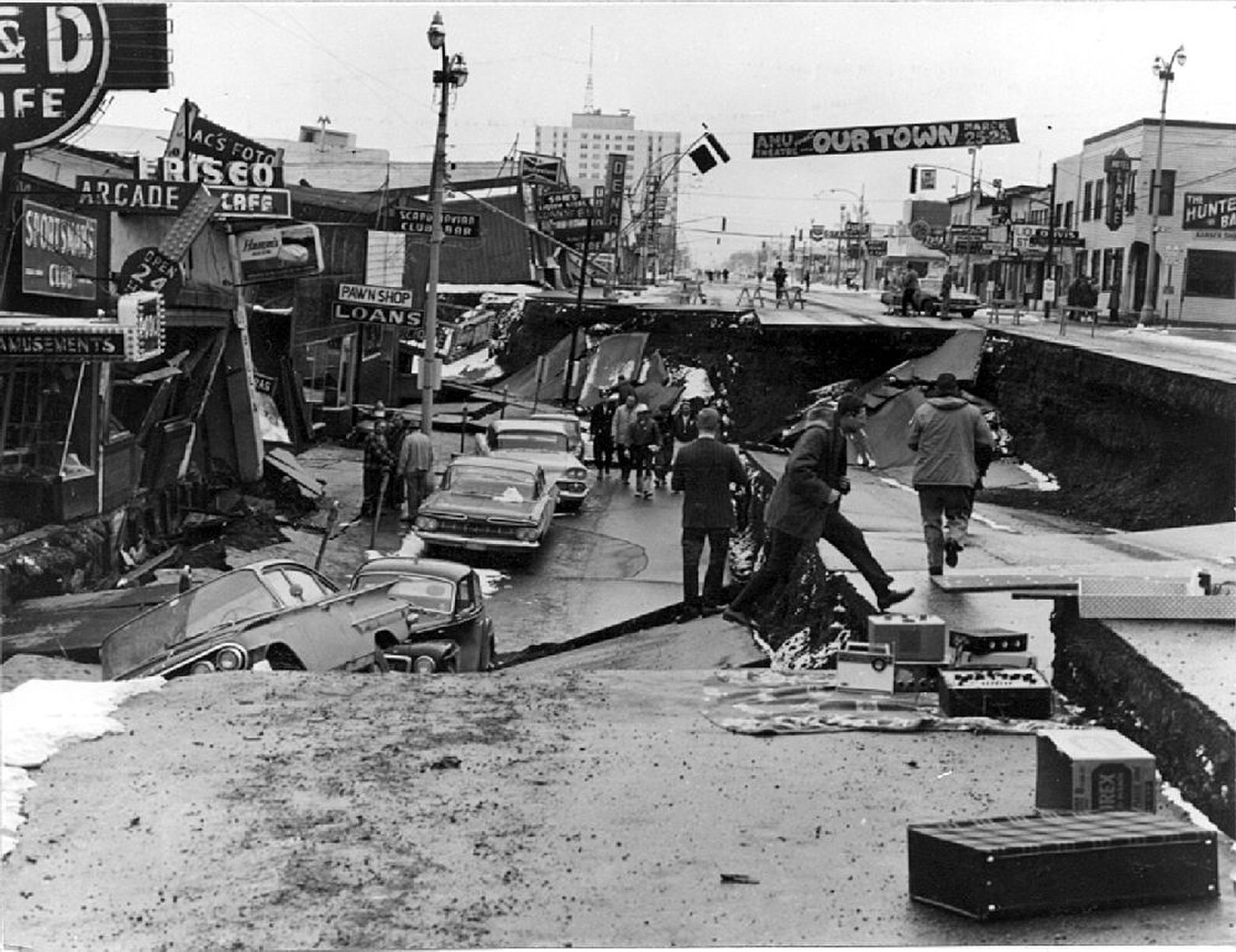
La ciudad devastada por el terremoto en 1964

Anchorage, a diferencia de los otros pueblos grandes al sur de Brooks Range, no era un campamento pesquero o minero. El área de Anchorage no tenía minerales metálicos de importancia económica. Mientras que un número de asentamientos tanaina perduraron a lo largo de Knit Arm por años, solo dos hombres caucásicos, Bud Whitney y Jack Brown, fueron reconocidos como residentes del valle Ship Creek alrededor de los años 1910, antes del gran flujo de colonizadores.

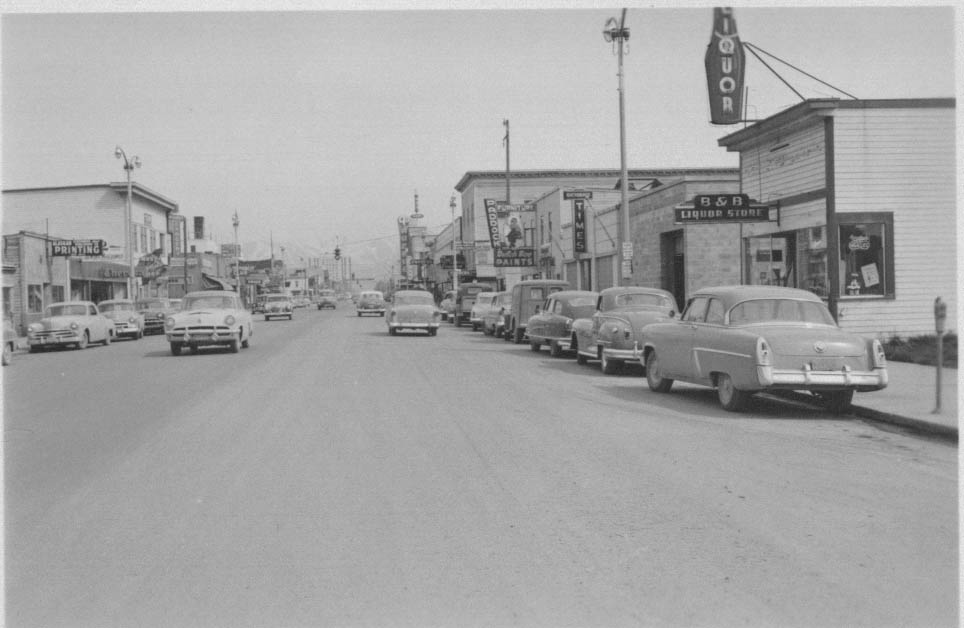
Anchorage en 1953

La ciudad creció desde su asentamiento casual hasta la sede, en 1914, de un puerto de construcción para ferrocarril para la Alaska Engineering Commission (Comisión de Ingeniería de Alaska). La construcción del ferrocarril, el cual sería conocido como Ferrocarril de Alaska, continuó hasta ser finalizado en 1923. El área que se encuentra cerca de la boca de Ship Creek, donde estaban situadas las oficinas centrales del ferrocarril, se convirtió en una ciudad de tiendas de campaña (tent city). Un pueblo fue trazado sobre un terreno más alto, al sur de la tent city. Se señaló en años posteriores su orden y rigidez en comparación con otros pueblos de Alaska. Anchorage fue incorporada el 23 de noviembre de 1920.
La economía de la ciudad en las décadas de 1920 y 1930 se centró en el ferrocarril. El Coronel Otto F. Ohlson, de origen sueco, fue el director general del ferrocarril por casi 2 décadas, se convirtió en un símbolo del desprecio de los residentes por el firme control que mantenía sobre los asuntos del ferrocarril, lo que le facilitó también el control sobre los aspectos económicos y de otra índole de la vida en Alaska.
Entre las décadas de 1930 y 1950, la ciudad experimentó un crecimiento masivo dado que el transporte aéreo y el militar se volvieron cada vez más importantes. Las operaciones aéreas en Anchorage iniciaron en el cortafuegos situado al sur del pueblo (actualmente Delaney Park Strip), el cual también fue usado por los residentes como campo de golf. El incremento en el tráfico aéreo llevó a despejar un área al este de los límites del pueblo en 1929, el cual se convirtió en el aeropuerto Merril Field. Merril Field funcionó como el principal aeropuerto de Anchorage durante las décadas de 1930 y 1940, hasta que fue remplazado por el Aeropuerto Internacional de Anchorage Ted Stevens en 1951. Merril Field aún está operativo hoy en día para una significante demanda de aviación general.
La Base de la Fuerza Aérea Elmendorf (Elmendorf Air Force Base) y el Fuerte Richardson (Fort Richardson) fueron construidos en los años 1940, y sirvieron como principal motor económico de la ciudad hasta el descubrimiento de petróleo en Prudhoe Bay en 1968, que desplazó la confianza de la economía a la industria petrolera. En 2005, la Comisión de Re-alineación y Clausura de Bases (2005 Base Realignment and Closure Commission) llevó a la combinación de las 2 bases; junto con la Base Aérea de la Guardia Nacional Kulis (Kulis Air National Guard Base) para formar la Base Conjunta Elmendorf-Richardson (Joint Base Elmendorf-Richardson).
El 27 de marzo de 1964, Anchorage fue sacudida por un terremoto de magnitud de 9,2 que causó la muerte de 115 personas y unos daños estimados en un total de 311 millones de dólares (2300 millones de dólares en el valor actual). El evento duró casi 5 minutos; muchas de las estructuras que permanecieron intactas los primeros minutos, se desplomaron en las consecuentes réplicas. Fue el tercer terremoto de mayor magnitud que se haya registrado. La reconstrucción se llevó a cabo a lo largo de los años 1960.
En 1968, se descubrió petróleo en Prudhoe Bay, y el resultante auge petrolero impulsó el crecimiento de Anchorage aún más. En 1975, la ciudad de Anchorage (City of Anchorage) junto con el Borough del Área del Gran Anchorage (Greater Anchorage Area Borough, el cual incluye también Greenwood, Eagle River, Glen Alps y varias otras comunidades) se fusionaron en el municipio geográficamente más grande de Anchorage (Municipality of Anchorage). La ciudad continuó creciendo en los años 1980 y tuvieron lugar numerosos proyectos de inversión y una agresiva campaña de embellecimiento.

## Ubicación y geografía

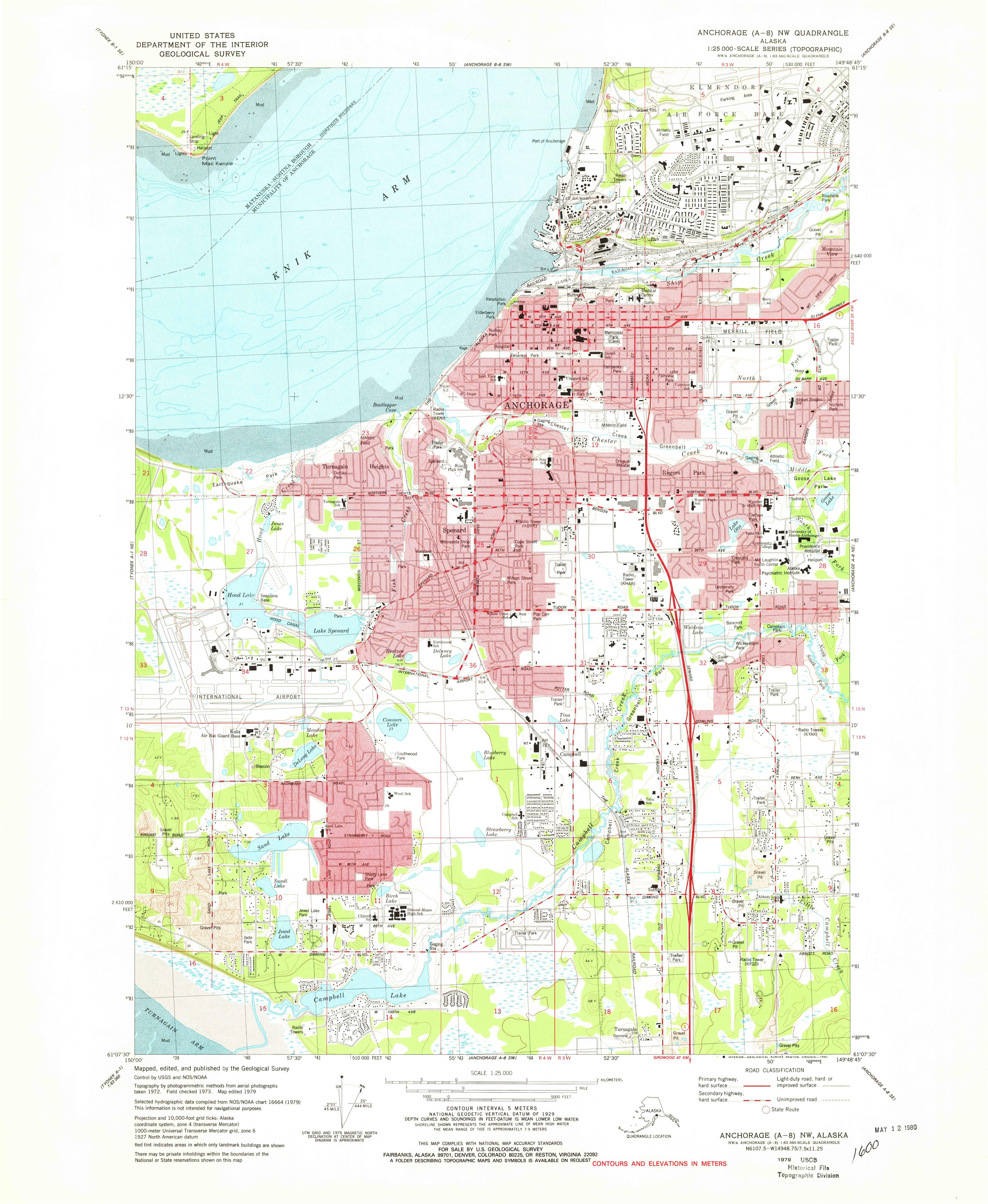
Mapa de Anchorage en 1979

Anchorage está situada en la parte centro-sur del estado, en 61° norte. La ciudad se encuentra ligeramente más al norte que Oslo, Estocolmo, Helsinki y San Petersburgo, pero no tan al norte como Reikiavik o Múrmansk. Se sitúa al noreste de la península de Alaska, la Isla Kodiak y la Ensenada de Cook; hacia al norte de la península de Kenai, al noroeste del estrecho del Príncipe William y el estrecho sureste del estado y hacia al sur del monte Denali.
La ciudad está asentada en una franja de tierras bajas costeras que se extienden hasta las bajas laderas alpinas de las Montañas Chugach. Point Campbell, el punto continental más al oeste de la ciudad, se adentra en la ensenada de Cook cerca de su extremo norte, donde se crea la división de la ensenada en dos brazos o fiordos (arm). Al sur se encuentra Turnagain Arm, un fiordo que tiene una de las mareas más altas del mundo. Knit Arm, el otro fiordo de la ensenada se encuentra al oeste y al norte. Las Montañas Chugach, al este, forman un límite para el desarrollo, pero no para los límites de la ciudad, que abarcan parte del salvaje territorio alpino del Parque Estatal Chugach.
La parte litoral de la ciudad consiste principalmente en llanuras de marea traicioneras (mudflats). A los recién llegados y a los turistas se les advierte de no caminar por esta área debido a extremos cambios en la mareas y el extremadamente delgado limo glacial. Víctimas incautas han caminado hacia el aparentemente sólido limo cuando la marea estaba baja y se han quedado atrapados en el lodo. Las dos instancias registradas de estos sucesos ocurrieron en 1961 y 1988.
De acuerdo con la Oficina del Censo de los Estados Unidos el municipio tiene un área total de 5079 km²; de las cuales 4395 km² son tierra y 683 km² son agua. El área total es un 13.46 % agua y un 86,54 % tierra.
Los Boroughs y las áreas censales adyacentes al Municipio de Anchorage son el Borough de Matanuska–Susitna al norte, el Borough de Península de Kenai al sur, y el Área censal de Valdez–Cordova al este. El bosque nacional Chugach, un área nacional protegida, se extiende en la parte más al sur del municipio, cerca de los establecimientos Girwood y Portage.

## Economía
Los sectores económicos más importantes de Anchorage son: transporte, fuerzas militares, los gobiernos municipal, estatal y federal, turismo, sedes corporativas (tanto a nivel regional como de corporaciones multinacionales) y extracción de recursos. Gran parte de la economía local depende de la localización geográfica de Anchorage y los recursos naturales circundantes. La ciudad ha vivido un crecimiento constante de su economía, aunque no tan rápido como en muchos otros lugares de las afueras de Alaska. Con la notable excepción de una crisis inmobiliaria a finales de los años 1980, que ocasionó la quiebra de numerosas instituciones financieras.
El Aeropuerto Internacional de Anchorage Ted Stevens (AIATS) es el tercer aeropuerto más activo en lo que respecta al transporte de mercancías a nivel mundial, superado solamente por los aeropuertos de Memphis y Hong Kong. Este tráfico está estrechamente relacionado con la localización de Anchorage a lo largo de las rutas del "Gran Círculo" entre Asia y los Estados Unidos continentales. Además el aeropuerto cuenta con un abundante suministro de combustible para aviones de refinerías estatales localizadas en el Polo Norte y en Kenai. El combustible es transportado al aeropuerto por medio del puerto, y de ahí por medio del ferrocarril u oleoductos.

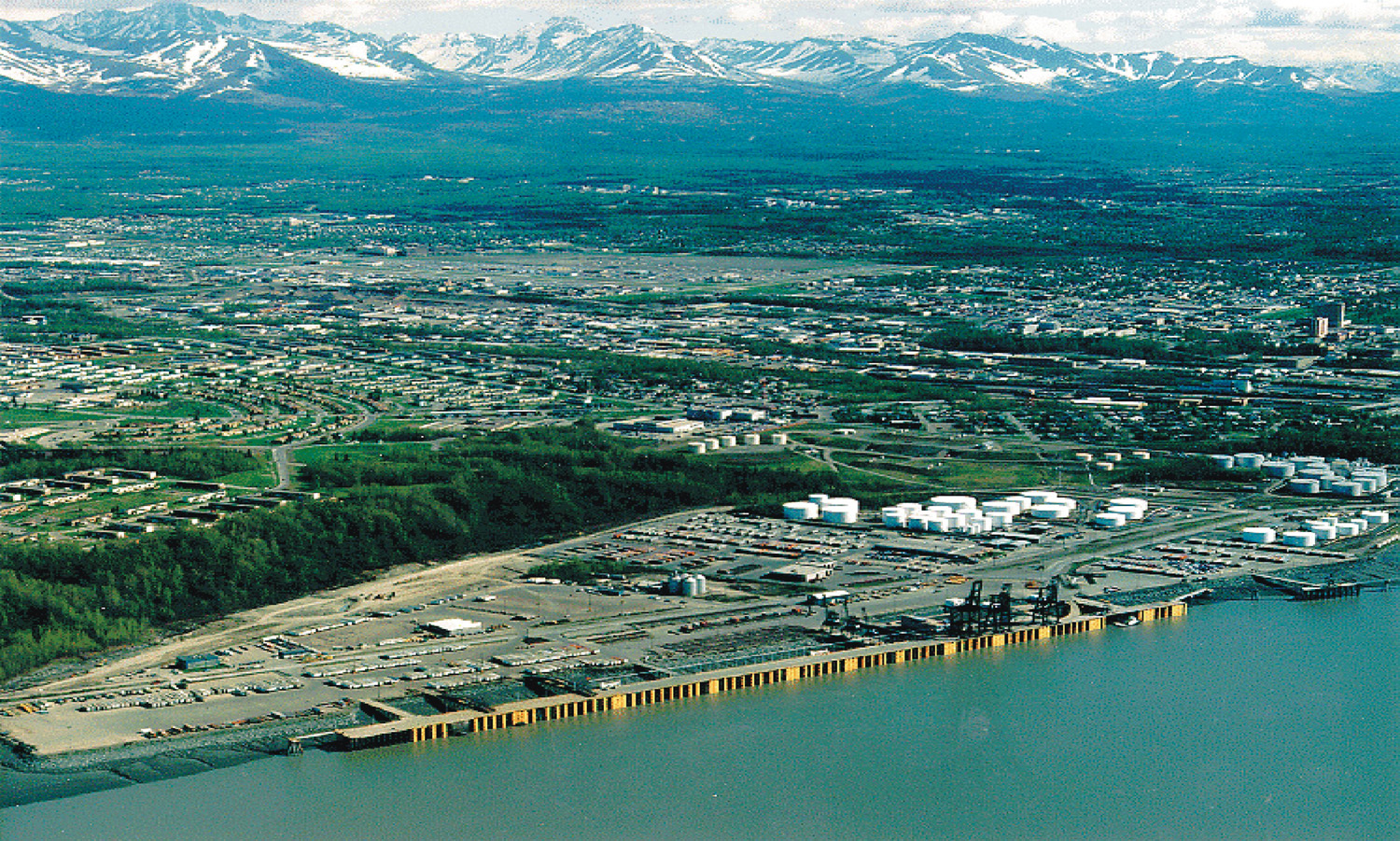
Vista aérea del puerto de Anchorage.

El puerto de Anchorage recibe el 95 % de todos los bienes destinados para Alaska. Barcos de las compañías Totem Ocean Trailer Express y Horizon Lines llegan dos veces por semana desde el puerto de Tacoma, en Washington. Junto con estas actividades, el puerto es una instalación de almacenamiento para combustible de aviones procedente de la refinerías de Alaska; el cual es utilizado tanto en la Base Adjunta Elmendorf-Richardson (BAER) y el AIATS.

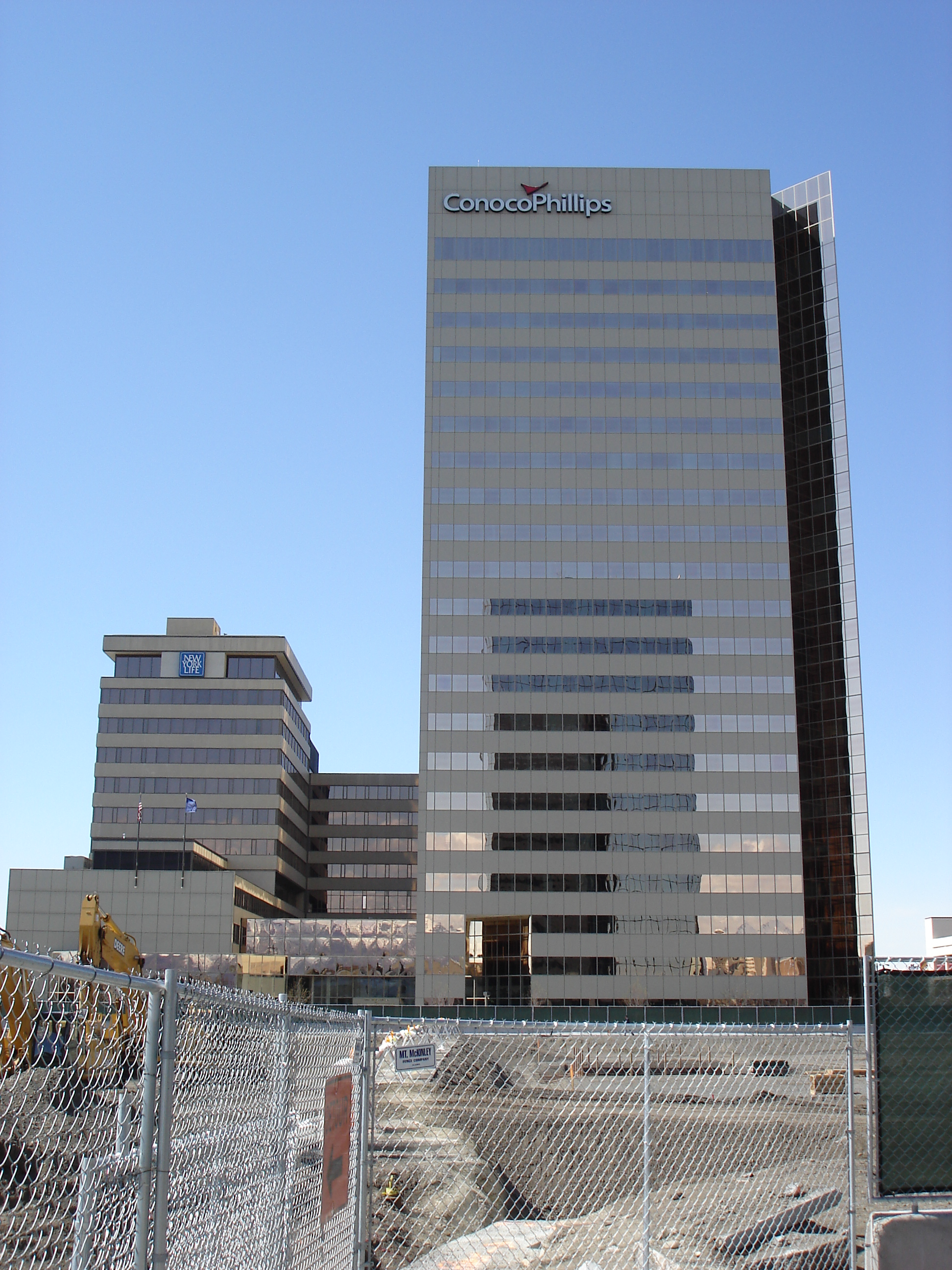
Con 22 pisos y 90 m de altura, el Conoco-Phillips Building es el edificio más alto Anchorage y de Alaska.

La milicia de los Estados Unidos solía tener dos grandes instalaciones; la Base de la Fuerza Aérea Richardson y el Fuerte Richardson; que fueron creadas por la ramificación entre la Fuerza Aérea y el Ejército después de la Segunda Guerra Mundial. En un esfuerzo por la reducción de costos, la Comisión de Re-alineación y Clausura de Bases en 2005 mando combinar las bases. Así la JBER fue creada, incluyendo también a la Base Aérea de la Guardia Nacional Kulis, cerca del AIATS. La combinación de estas tres bases emplea una plantilla de 8500 funcionarios militares y civiles. Estas personas, junto con sus familiares representan el 10 % de la población local. Durante la Guerra Fría, Elmendorf se convirtió en una importante base debido a su proximidad con la Unión Soviética, en particular como centro de control de numerosas y consecuentes bases aéreas establecidas a lo largo de la parte occidental de Alaska (la mayoría de los cuales ya no se encuentran operativas).
Mientras que Juneau es la capital del estado, hay más servidores públicos que residen en el área de Anchorage. Aproximadamente 6800 servidores públicos trabajan en la ciudad comparados con los 3800 de Juneau. El estado de Alaska, adquirió un edificio que era propiedad del Banco de América (que fue renombrado como Edificio Robert B. Atwood) para alojar la mayoría de sus oficinas; después de décadas de alquilar espacios en el Edificio McKay (torre McKinley en la actualidad) y luego en el Edificio Frontier.
Los turistas son atraídos a Alaska cada año y Anchorage es comúnmente la primera parada para la mayoría. Desde aquí, los turistas pueden dirigirse al sur a populares sitios de pesca en la Península de Kenai o hacia el norte a lugares como el Parque nacional Denali y Fairbanks.
El sector basado en la extracción de recursos, principalmente petróleo, es indudablemente la industria más visible de Anchorage, con muchos rascacielos mostrando los logos de grandes multinacionales como BP y ConocoPhillips. Aunque las operaciones de campo se realizan principalmente en la Ladera Norte de Alaska (Alaska North Slope) y al sur en la Ensenada de Cook, la mayoría de las oficinas administrativas se encuentran en la ciudad. El Conoco-Phillips Building es la sede de la empresa "ConocoPhillips Alaska", una subsidiaria de ConocoPhillips. Está localizado en el centro de la ciudad y con 22 pisos y 90 m de altura es el edificio más alto Anchorage y de Alaska. Muchas compañías que proveen de servicios en los yacimientos petrolíferos como Arctic Slope Regional Corporation y CH2M HILL mantienen sus sedes a las afueras de Anchorage, aunque tienen una gran presencia en la ciudad.
Cuatro aerolíneas pequeñas; Alaska Central Express, Era Aviation, Hageland Aviation Services, y PenAir mantienen sus oficinas centrales en Anchorage. Alaska Airlines, en algún punto con sede en la ciudad, mantiene oficinas e instalaciones de gran importancia en el AIATS; incluyendo las oficinas de Fundación de Aerolíneas de Alaska (Alaska Airlines Foundation). Antes de sus respectivas disoluciones, las aerolíneas MarkAir, Reeve Aleutian Airways y Wien Air Alaska también tenían sus oficinas en la ciudad. El Edificio Reeve, en la esquina de Sexta Avenida Oeste y la Calle D, fue salvado de la demolición cuando la cuadra en la que se encontraba fue despejada para dar paso al Centro Comercial 5th Avenue, incorporándose después a la estructura del centro comercial.
Anchorage no recauda un impuesto sobre las ventas. Sin embargo, cobra un impuesto de cama del 12 % y un impuesto del 8 % en el alquiler de coches.

## Demografía

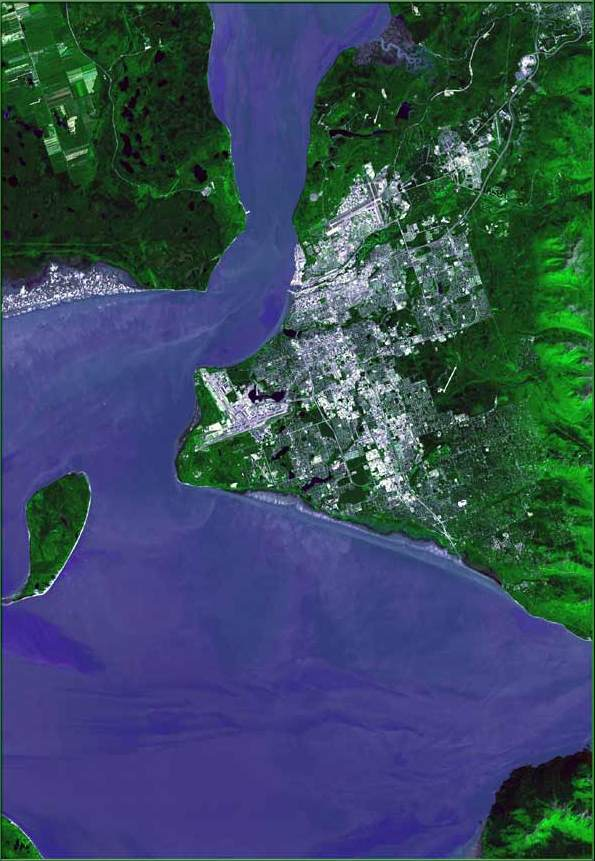
La ciudad vista desde un satélite, con Knit Arm (extremo superior) y Turnagain Arm (extremos izquierdos e inferior)

De acuerdo con el censo realizado en 2010, Anchorage tiene una población de 291 826 habitantes; y la composición étnica y racial es la siguiente: 
- Caucásicos: 66.0 % (Caucásicos No-hispanos: 62.6 %, comparado con un 83.6 % en 1980)
- Dos o Más Razas: 8.1 %
- Asiático: 8.1 % (3.3 % filipinos, 1.2 % coreanos, 1.1 % hmong, 0.5 % laosianos).
- Indígenas y Nativos de Alaska: 7.9 % (1.4 % Inupiat, 1.1 % Yupik, 0.8 % Aleutas)
- Afroamericanos: 5.6 %
- Otra Raza: 2.3 %
- Hawaianos o Isleños del Pacífico: 2.0 % (1.4 % Samoa)
- Hispano o latinoamericano(cualquier raza): 7.6 % (3.9 % mexicanos, 0.9 % puertorriqueños, 0.6 % dominicanos, 0.5 % colombianos)

De la población caucásica de Anchorage, un 17.3 % es de ascendencia alemana, 10.8 % irlandesa, 9.1 % inglesa, 6.9 % escandinava (3.6 % noruega, 2.2 % sueca, 0.6 % danesa), y 5.6 % francesa (1.1 % franco-canadiense) Española 0.5 % según afirma el censo del 2010.
De acuerdo con la Encuesta de la Comunidad Estadounidense del 2010 (American Community Survey), aproximadamente el 82,3 % de los residentes mayores de 5 años habla exclusivamente inglés en su casa. Mientras que el español es hablado por el 3,8 % de la población, la gente que habla otras lenguas indoeuropeas representa el 3.0 %, y las que hablan idiomas provenientes de Asia y de las Islas del Pacífico representan el 9,1 % de los residentes. La gente que habla otros idiomas representan el 1,8 % de la población.

## Educación
La educación pública en Anchorage está administrada por el distrito escolar de Anchorage, con casi 50 000 estudiantes que se encuentran repartidos en 98 escuelas. Anchorage posee cuatro instalaciones de educación superior: la Universidad de Alaska Anchorage, la Universidad Pacífica de Alaska, el colegio Charter, y un campus de la Universidad Bautista Wayland, con sede en Texas. Además, la Universidad de Alaska Fairbanks tiene un pequeño centro de educación a distancia en el centro de Anchorage.
El 90 % de los adultos de Anchorage poseen diplomas de escuela secundaria, el 65 % ha asistido de uno a tres años a la universidad, y el 17 % poseen títulos avanzados.

## Transporte

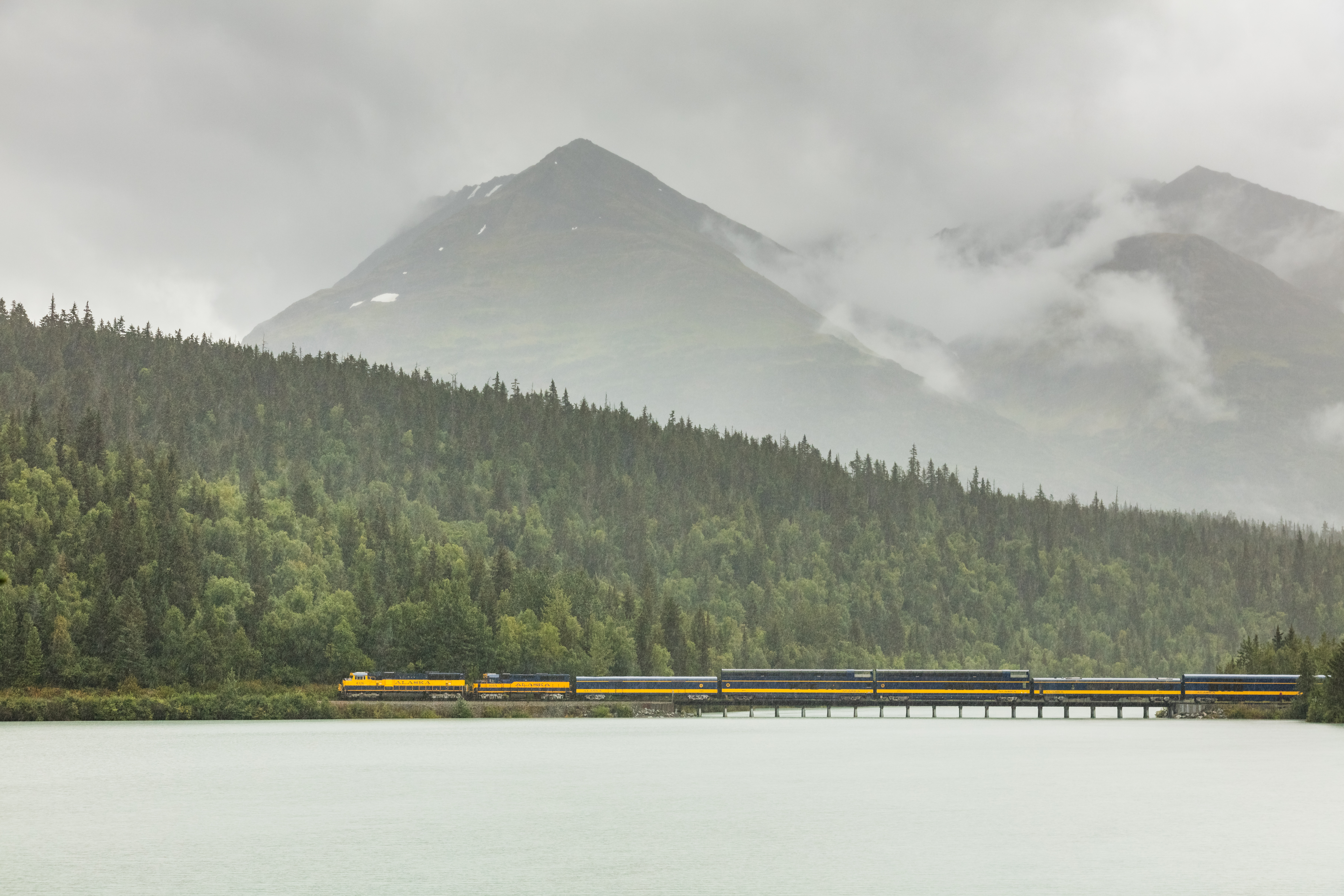
Ferrocarril White Pass desde Seward.

Hay una autopista estatal numerada en Anchorage, la Ruta de Alaska 1.
El Aeropuerto Internacional Ted Stevens Anchorage, que está situado a 10 kilómetros del centro de Anchorage, es el principal aeropuerto del estado. Está servido por muchas compañías aéreas nacionales e internacionales, entre las que se encuentra Alaska Airlines. Al lado de este aeropuerto se encuentra la base de hidroaviones Lake Hood, la más grande del mundo. Merrill Field, un aeropuerto de aviación general a las afueras del centro, fue el 86.º aeropuerto más transitado del país en 2006. Además, hay diez pequeños aeropuertos (la mayoría del Departamento de Transporte) dentro de los límites de la ciudad.

## Clima
Anchorage tiene un clima subártico (En la Clasificación Climática de Köppen es Dfc), pero con fuertes influencias marítimas que moderan la temperatura. En lo que se refiere a precipitación, el clima tiene influencias semiáridas. La mayoría de las precipitaciones ocurren a finales del verano. Las temperaturas promedio durante el día en verano oscilan entre los 13 a 26 °C; y en invierno varían entre los -15 a -1.1 °C. La ciudad cuenta con una temporada libre de heladas que permite el crecimiento de plantas; la cual tiene una duración aproximada de 101 días.

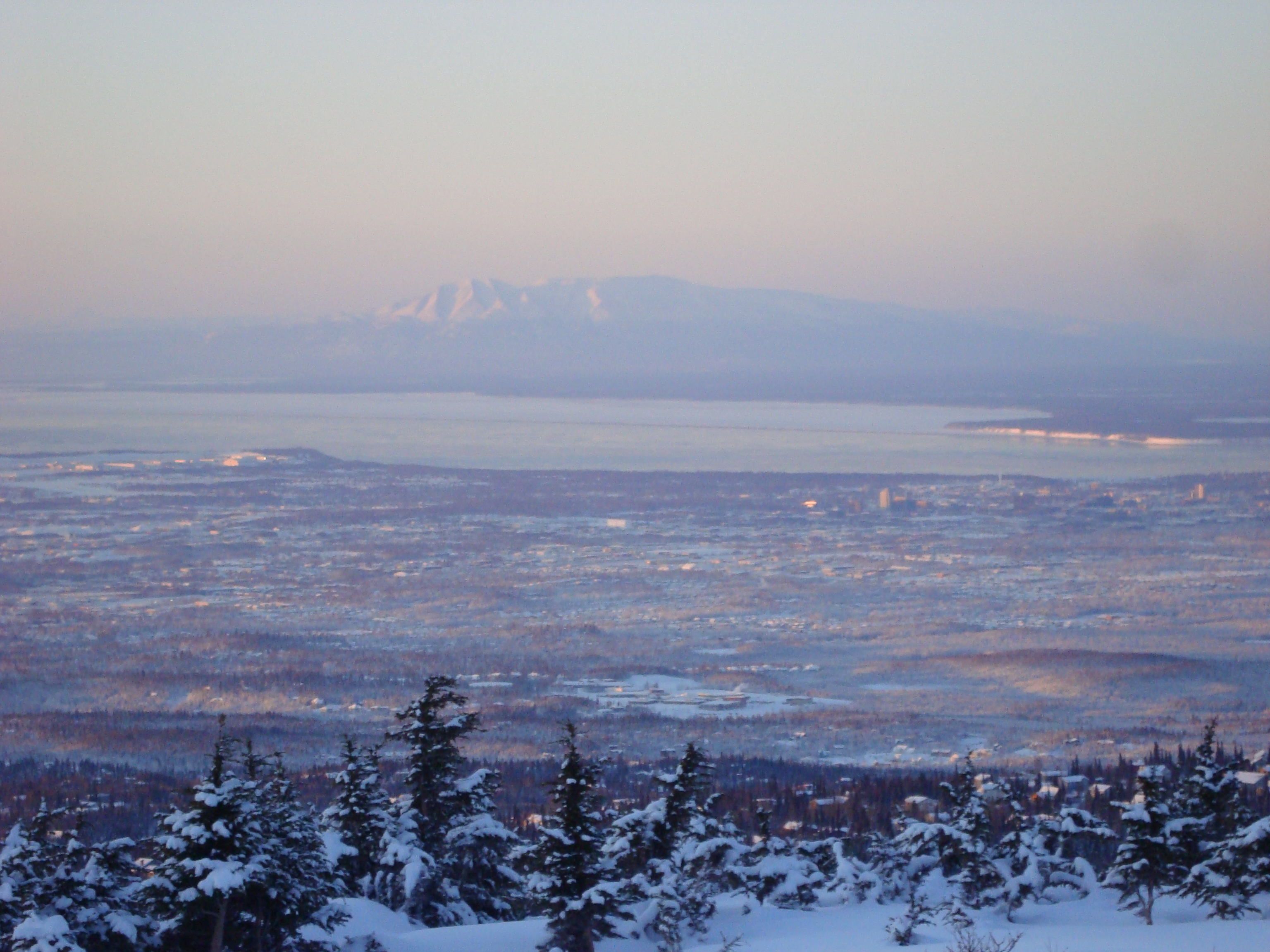
Anchorage en invierno.

La temperatura promedio en enero en el Aeropuerto Internacional de Anchorage(ANC) es de -12 a -5 °C, con nevadas promedio en invierno de 192 cm. En el invierno de 2011 a 2012 se registraron nevadas de 341 cm, lo cual lo convierte en el invierno con más nieve registrado. El invierno de 1954 a 1955 fue el segundo, con 337 cm de nieve. La temperatura más fría registrada, en la estación meteorológica en Merril Field, fue de -38.9 °C el 3 de febrero de 1947.
Los veranos son típicamente templados (aunque fríos comparados con los de los Estados Unidos continentales, o incluso el interior del estado), y puede llover frecuentemente aunque no de manera abundante. Las temperaturas promedio en julio varían de los 52 a los 66 °F (11 a 19 °C); siendo la temperatura más alta registrada de 32.2 °C el 4 de julio de 2019. La precipitación anual promedio en el aeropuerto es de 422 mm. La latitud de la ciudad causa que los días en verano sean muy largos y en invierno muy cortos. La ciudad a menudo está nublada durante el invierno, lo cual disminuye la cantidad de luz de sol que reciben los habitantes.
Teniendo en cuenta la proximidad a volcanes activos, el peligro de cenizas es considerable, aunque no es frecuente que se produzcan erupciones. La actividad volcánica más reciente se trata de las múltiples erupciones del Monte Redoubt durante marzo y abril del 2009, que formó una columna de ceniza de 7600 m así como la acumulación de ceniza a lo largo de la región de la Ensenada de Cook. Anteriormente, la actividad volcánica más reciente ocurrió en agosto de 1992, la erupción del Monte Spurr, que está a 126 km al oeste de la ciudad. La erupción depositó aproximadamente 3mm de ceniza volcánica en la ciudad. La limpieza de la ceniza derivó en excesivas demandas de agua y causó varios problemas a la Utilidad de Agua y Aguas Residuales de Anchorage (Anchorage Water and Wastewater Utility).
| Parámetros climáticos promedio de Anchorage (1991-2020)  | Parámetros climáticos promedio de Anchorage (1991-2020) | Parámetros climáticos promedio de Anchorage (1991-2020) | Parámetros climáticos promedio de Anchorage (1991-2020) | Parámetros climáticos promedio de Anchorage (1991-2020) | Parámetros climáticos promedio de Anchorage (1991-2020) | Parámetros climáticos promedio de Anchorage (1991-2020) | Parámetros climáticos promedio de Anchorage (1991-2020) | Parámetros climáticos promedio de Anchorage (1991-2020) | Parámetros climáticos promedio de Anchorage (1991-2020) | Parámetros climáticos promedio de Anchorage (1991-2020) | Parámetros climáticos promedio de Anchorage (1991-2020) | Parámetros climáticos promedio de Anchorage (1991-2020) | Parámetros climáticos promedio de Anchorage (1991-2020) |
| Mes                                                      | Ene.                                                    | Feb.                                                    | Mar.                                                    | Abr.                                                    | May.                                                    | Jun.                                                    | Jul.                                                    | Ago.                                                    | Sep.                                                    | Oct.                                                    | Nov.                                                    | Dic.                                                    | Anual                                                   |
| -------------------------------------------------------- | ------------------------------------------------------- | ------------------------------------------------------- | ------------------------------------------------------- | ------------------------------------------------------- | ------------------------------------------------------- | ------------------------------------------------------- | ------------------------------------------------------- | ------------------------------------------------------- | ------------------------------------------------------- | ------------------------------------------------------- | ------------------------------------------------------- | ------------------------------------------------------- | ------------------------------------------------------- |
| Temp. máx. abs. (°C)                                     | 13.3                                                    | 13.9                                                    | 13.3                                                    | 22.2                                                    | 27.8                                                    | 29.4                                                    | 32.2                                                    | 29.4                                                    | 22.8                                                    | 17.8                                                    | 16.7                                                    | 11.7                                                    | 32.2                                                    |
| Temp. máx. media (°C)                                    | -5.2                                                    | -2.6                                                    | 0.6                                                     | 7.3                                                     | 13.5                                                    | 17.4                                                    | 19                                                      | 17.8                                                    | 13.2                                                    | 5.6                                                     | -1.7                                                    | -3.9                                                    | 6.7                                                     |
| Temp. media (°C)                                         | -8.4                                                    | -5.9                                                    | -3.4                                                    | 3.1                                                     | 8.9                                                     | 13.3                                                    | 15.3                                                    | 14.2                                                    | 9.6                                                     | 2.4                                                     | -4.7                                                    | -7                                                      | 3.1                                                     |
| Temp. mín. media (°C)                                    | -11.7                                                   | -9.3                                                    | -7.4                                                    | -1.2                                                    | 4.4                                                     | 9.1                                                     | 11.6                                                    | 10.5                                                    | 6.1                                                     | -0.7                                                    | -7.6                                                    | -10.1                                                   | -0.6                                                    |
| Temp. mín. abs. (°C)                                     | -37.2                                                   | -38.9                                                   | -31.1                                                   | -26.1                                                   | -17.2                                                   | -1.7                                                    | 1.1                                                     | -0.6                                                    | -7.2                                                    | -21.1                                                   | -29.4                                                   | -37.8                                                   | -38.9                                                   |
| Precipitación total (mm)                                 | 19.1                                                    | 21.8                                                    | 17.5                                                    | 10.9                                                    | 16.5                                                    | 25.9                                                    | 46.2                                                    | 74.4                                                    | 78.7                                                    | 46.2                                                    | 30.2                                                    | 29.5                                                    | 417.1                                                   |
| Nevadas (cm)                                             | 31.5                                                    | 34                                                      | 27.9                                                    | 10.2                                                    | 0.8                                                     | 0                                                       | 0                                                       | 0                                                       | 1                                                       | 14.2                                                    | 32                                                      | 46.2                                                    | 197.9                                                   |
| Días de precipitaciones (≥ 0.01 in)                      | 8.1                                                     | 7.9                                                     | 6.0                                                     | 4.9                                                     | 6.5                                                     | 8.6                                                     | 11.7                                                    | 14.4                                                    | 14.9                                                    | 11.5                                                    | 9.8                                                     | 10.8                                                    | 115.1                                                   |
| Días de nevadas (≥ 0.1 in)                               | 8.8                                                     | 7.8                                                     | 6.1                                                     | 2.5                                                     | 0.3                                                     | 0.0                                                     | 0.0                                                     | 0.0                                                     | 0.3                                                     | 3.2                                                     | 7.7                                                     | 10.8                                                    | 47.5                                                    |
| Horas de sol                                             | 82.9                                                    | 120.5                                                   | 195.8                                                   | 235.3                                                   | 288.7                                                   | 274.7                                                   | 250.1                                                   | 203.9                                                   | 159.8                                                   | 117.1                                                   | 80.6                                                    | 51.8                                                    | 2061.2                                                  |
| Humedad relativa (%)                                     | 73.4                                                    | 71.4                                                    | 66.1                                                    | 64.3                                                    | 61.6                                                    | 65.6                                                    | 71.4                                                    | 75.1                                                    | 75.9                                                    | 74.5                                                    | 77.1                                                    | 77.1                                                    | 71.1                                                    |
| Fuente n.º 1: NOAA (relative humidity and sun 1961–1990) |                                                         |                                                         |                                                         |                                                         |                                                         |                                                         |                                                         |                                                         |                                                         |                                                         |                                                         |                                                         |                                                         |
| Fuente n.º 2: Weather Atlas (UV)                         |                                                         |                                                         |                                                         |                                                         |                                                         |                                                         |                                                         |                                                         |                                                         |                                                         |                                                         |                                                         |                                                         |

## Modo de vida e inmigración
La ciudad y el estado en sí son reconocidos por su modo de vida relajado en comparación con otras ciudades de los Estados Unidos. La convivencia entre los lugareños se da mucho más que en otras partes. La ciudad es un polo de inmigración, recibiendo personas de Asia, Europa Oriental y Latinoamérica. A pesar del espacio limitado de la península en la que se asienta Anchorage, la ciudad conserva numerosas áreas verdes para uso y disfrute de aquellos que aman la naturaleza.

## Medios de comunicación
El periódico más importante de Anchorage es el diario Anchorage Daily News. Otros periódicos existentes son el Alaska Star, que cubre principalmente Chugiak y Eagle River, el Anchorage Press, un periódico semanal gratis que cubre temas culturales, y el Northern Light, el periódico de los estudiantes de la Universidad de Alaska Anchorage. El único proveedor de televisión por cable de la ciudad es General Communication, Inc. (GCI). Sin embargo, Dish Network y DirecTV ofrecen servicio de televisión por cable en Anchorage y sus alrededores.

## Arte y cultura

Parque Eagle River, Anchorage.

La vida cultural es muy activa, la mayor parte en cuestión de música. La ciudad cuenta con una orquesta filarmónica y una compañía de ópera, así como grupos de música tradicional irlandesa.

## Ciudades hermanas
- Chitose, Japón
- Darwin, Australia
- Harbin, China
- Incheon, Corea del Sur
- Magadan, Rusia
- Punta Arenas, Chile
- Tromsø, Noruega
- Whitby, Reino Unido